# Roussillons Grand Prix
Roussillons Grand Prix var en Grand Prix-tävling som kördes i Perpignan, Frankrike mellan 1946 och 1949.

## Vinnare av Roussillons Grand Prix
| År   | Förare              | Bil                 | Kategori   |
| ---- | ------------------- | ------------------- | ---------- |
| 1946 | Jean-Pierre Wimille | Alfa Romeo Tipo 308 | Grand Prix |
| 1947 | Eugène Chaboud      | Talbot-Lago T26C    | Grand Prix |
| 1948 | Maurice Trintignant | Simca-Gordini T11   | Formel 2   |
| 1949 | Juan Manuel Fangio  | Maserati 4CLT-48    | Grand Prix |